# 패트릭 울프
패트릭 데니스 앱(영어: Patrick Denis Apps, 1983년 6월 30일~) 예명 패트릭 울프(영어: Patrick Wolf)은 잉글랜드의 싱어송라이터, 음악가이다.